# Phân họ Vang
Phân họ Vang (danh pháp khoa học: Caesalpinioideae) là một tên gọi ở cấp độ phân họ, được đặt vào trong họ lớn là họ Đậu (Fabaceae = Leguminosae). Tên gọi của nó được tạo thành từ tên của chi Vang (Caesalpinia).
Phân họ Caesalpinioideae chủ yếu là cây thân gỗ phân bổ trong vùng ẩm ướt của khu vực nhiệt đới. Hoa của chúng là loại đối xứng hai bên, nhưng hay biến đổi. Các nốt sần trên rễ của các loài trong phân họ này là rất hiếm, và ở những loài có các nốt sần thì chúng cũng có cấu trúc hết sức nguyên thủy.
Sự miêu tả và tình trạng của phân họ này hiện đang có sự tranh cãi nhỏ. Mặc dù phân họ này như dã miêu tả ở trên được công nhận khá nhiều, nhưng vẫn có một số chi mà việc đưa chúng vào (phân họ này, hoặc trong một trên hai phân họ khác) vẫn chưa có sự thừa nhận chung. Trong một số hệ thống phân loại, ví dụ hệ thống Cronquist, phân họ này được công nhận như một họ, là họ Vang (Caesalpiniaceae). Các nghiên cứu hệ thống hóa gần đây, sử dụng các dữ liệu phân tử, đã chỉ ra rằng nhóm này là đa ngành khi xem xét trong mối quan hệ với hai phân họ Faboideae (Papilionoideae) và Mimosoideae. Việc chia tách đang được nghiên cứu.

## Phân loại
Theo APG dẫn lại kết quả của LPWG (2017), phân họ này chứa khoảng 148 chi và 4.400 loài (khi gộp cả Mimosoideae, nhưng không bao gồm Cercideae với 12 chi/335 loài và Detarieae với 84 chi/760 loài).
Cho tới gần đây phân họ này chia thành 4 tông là: Caesalpinieae, Cassieae, Cercideae và Detarieae. Tông Cercideae trong quá khứ đôi khi được đưa vào phân họ Faboideae (= Papilionoideae).
- Tông Caesalpinieae
  - Acrocarpus
  - Arapatiella
  - Arcoa
  - Balsamocarpon
  - Batesia
  - Burkea
  - Bussea
  - Caesalpinia - Vang (tô mộc)
  - Campsiandra
  - Cenostigma
  - Cercidium
  - Chidlowia
  - Colvillea
  - Conzattia
  - Cordeauxia
  - Delonix - Phượng vĩ
  - Dimorphandra
  - Diptychandra
  - Erythrophleum - Lim xanh
  - Gleditsia - Bồ kết
  - Gymnocladus
  - Haematoxylum
  - Hoffmannseggia
  - Jacqueshuberia
  - Lemuropisum
  - Lophocarpinia
  - Melanoxylum
  - Moldenhawera
  - Mora
  - Moullava
  - Orphanodendron
  - Pachyelasma
  - Parkinsonia
  - Peltophorum - Lim xẹt
  - Poeppigia
  - Pomaria
  - Pterogyne
  - Pterolobium
  - Recordoxylon
  - Schizolobium
  - Sclerolobium
  - Stachyothyrsus
  - Stahlia
  - Stenodrepanum
  - Stuhlmannia
  - Sympetalandra
  - Tachigali
  - Tetrapterocarpon
  - Vouacapoua
  - Zuccagnia
- Tông Cassieae
  - Androcalymma
  - Apuleia
  - Brenierea
  - Cassia - Muồng hoàng yến, muồng hoa đào, ô môi, muồng xiêm, thảo quyết minh v.v
  - Ceratonia
  - Chamaecrista
  - Dialium
  - Dicorynia
  - Distemonanthus
  - Duparquetia
  - Eligmocarpus
  - Kalappia
  - Koompassia
  - Labichea
  - Martiodendron
  - Mendoravia
  - Petalostylis
  - Senna - Muồng đen
  - Storckiella
  - Umtiza
  - Zenia

### Chuyển đi
- Tông Cercideae = Phân họ Cercidoideae
  - Adenolobus
  - Barklya
  - Bauhinia - Ban
  - Brenierea
  - Cercis
  - Gigasiphon
  - Griffonia
  - Lysiphyllum
  - Phanera (gồm cả Lasiobema)
  - Piliostigma
  - Schnella
  - Tylosema
- Tông Detarieae = Phân họ Detarioideae
  - Afzelia
  - Amherstia
  - Annea
  - Anthonotha
  - Aphanocalyx
  - Augouardia
  - Baikiaea
  - Barnebydendron
  - Berlinia
  - Bikinia
  - Brachycylix
  - Brachystegia
  - Brandzeia
  - Brodriguesia
  - Brownea
  - Browneopsis
  - Colophospermum
  - Copaifera
  - Crudia
  - Cryptosepalum
  - Cynometra
  - Daniellia
  - Detarium
  - Dicymbe
  - Didelotia
  - Ecuadendron
  - Elizabetha
  - Endertia
  - Englerodendron
  - Eperua
  - Eurypetalum
  - Gabonius
  - Gilbertiodendron (gồm cả Pellegriniodendron)
  - Gilletiodendron
  - Goniorrhachis
  - Gossweilerodendron
  - Guibourtia
  - Hardwickia
  - Heterostemon
  - Humboldtia
  - Hylodendron
  - Hymenaea
  - Hymenostegia
  - Icuria
  - Intsia
  - Isoberlinia
  - Isomacrolobium
  - Julbernardia
  - Kingiodendron
  - Lebruniodendron
  - Leonardoxa
  - Leucostegane
  - Librevillea
  - Loesenera
  - Lysidice
  - Macrolobium
  - Maniltoa
  - Michelsonia
  - Micklethwaitia
  - Microberlinia
  - Neoapaloxylon
  - Neochevalierodendron
  - Normandiodendron
  - Oddoniodendron
  - Oxystigma
  - Paloue
  - Paloveopsis
  - Paramacrolobium
  - Peltogyne
  - Plagiosiphon
  - Polystemonanthus
  - Prioria
  - Pseudomacrolobium
  - Saraca - Vàng anh
  - Schotia
  - Scorodophloeus
  - Sindora - Gụ mật, gụ lau
  - Sindoropsis
  - Stemonocoleus
  - Talbotiella
  - Tamarindus - Me
  - Tessmannia
  - Tetraberlinia
  - Zenkerella